# Aktuár
Aktuár (lat. actuarius) byl dříve nižší úředník, středoškolsky vzdělaný, který se uplatňoval v soudnictví, v berní správě, u policie i v jiných úřadech. Dnes stále existují jako vysokoškolsky vzdělaní pojistní matematici (též zvaní aktuárští demografové).

## Soudní aktuáři
Úplně původně šlo o zapisovatele při soudních výsleších, který mohl i ověřovat opisy soudních listin, později to byl již konceptní úředník, který musel složit soudní nebo politickou státní zkoušku, tzv. aktuárskou zkoušku. Poprvé se tento úřad soudního písaře objevuje v Německu už ve 13. století. V Rakousku byl nižším soudním úředníkem, nejdříve u patrimoniálních soudů, poté u smíšených okresních úřadů, kde se kvůli tomu začali rozlišovat na aktuáry politické, vykonávající veřejnou správu, a aktuáry soudní. Jejich hodnost byla o stupeň vyšší než auskultantů. Nakonec byli u soudů nahrazeni adjunkty. V Československu se jako aktuáři ale označovali i úředníci vyšší pomocné soudní služby, kteří také museli prokázat středoškolské vzdělání a složit aktuárskou zkoušku.

## Aktuáři správní
Aktuáři se uplatňovali také ve veřejné správě a u policie. Museli ale nejdříve prokázat středoškolské vzdělání, odbýt tři roky praxe jako tzv. aktuárští elévové a také složit aktuárskou zkoušku. Podle stupně služebního zařazení se dělili na:
1. asistenty
2. adjunkty
3. aktuáry
4. vrchní aktuáry

Odborná aktuárská zkouška pro tyto správní úředníky byla veřejná, ústní a skládala se před tříčlennou komisí, složenou z osvědčených úředníků. Aktuárský elév měl jejím prostřednictvím osvědčit znalost platných kancelářských předpisů, hlavních zásad ústavního zřízení, organizace a příslušnosti správních úřadů, správního řízení i hmotného správního práva: spolkového, shromažďovacího, domovského, pojišťovacího, matričního, honebního, rybářského, sčítání lidu, živnostenského, policejního (zejména především úpravy pasů, policejního pátrání, postrku a donucovacích pracoven a polepšoven), vojenského, sociálního zabezpečení a exekučního. kandidát také měl provést referát v nějakém správním spise. Výsledek zkoušky mohl být „velmi dobrý“, „dobrý“ nebo „nedostatečný“, opakovat ji bylo možné pouze jednou. Mimo ni ale mohl ministr vnitra uznat i jinou odbornou zkoušku, pokud se správní úřad vykonával jiné činnosti, než které byly předměty aktuárské zkoušky.

## Aktuáři jako pojistní matematici
Např. na Slovensku jsou aktuáři pojistní matematici (zvaní též aktuárští demografové), kteří jsou vysokoškolsky vzdělaní a kteří jsou zodpovědní za kalkulaci rizik, určování pojistných sazeb, výšky pojistného i výše technických rezerv, výpočty solventnosti a za statistické výkaznictví v těchto věcech. Všichni musí být zapsáni v seznamu aktuárů, který vede Úřad pro finanční trh. V Česku aktuáry sdružuje Česká společnost aktuárů.